# Madonna del Latte (Verrocchio)
La Madonna del Latte è un dipinto di Andrea del Verrocchio, databile al 1467-1469 circa e conservato nella National Gallery di Londra.

## Descrizione e stile
L'opera deriva dall'esempio di Filippo Lippi (come la Lippina del 1465 circa), con Maria che tiene in grembo il Bambino sostenuto da due angioletti. La scena è ambientata all'interno di un recinto marmoreo, allusione all'hortus conclusus. Dietro di esso, oltre un alto parapetto marmoreo, si apre un paesaggio roccioso tratteggiato sinteticamente; la composizione si sviluppa quindi per piani scalari, svolgendo una mediazione tra lo spazio teorico reso dal piano prospettico e quello reale costituito dai personaggi in primo piano. Un recente restauro ha confermato l'autografia del Verrocchio nei soggetti principali e la datazione, legata ad analogie con motivi presenti in sculture di quegli stessi anni.
Da Filippo Lippi derivano anche il predominio della linea di contorno e il panneggio vibrante, anche se le forme appaiono ormai più dolcemente fuse, con atteggiamenti più complessi delle sue opere. Il colore acceso dal chiaroscuro incisivo e dal tono bronzeo deriva dall'esempio di Antonio del Pollaiolo. Da questo dipinto Sandro Botticelli dipinse una simile Madonna col Bambino e due angeli oggi a Napoli.